# باط الصرايعة
باط الصرايعة
باط الصرايعة هي قرية بدوية غير معترف بها تقع في منطقة النقب جنوب فلسطين التاريخية (اليوم في إسرائيل)، وتُعد إحدى القرى التي لا تعترف بها السلطات الاسرائيلية.
الموقع
تقع القرية إلى الشرق من مدينة بئر السبع، في محيط القرى البدوية غير المعترف بها مثل تل الملح والسرة. لا توجد بنية تحتية أساسية في القرية بسبب عدم الاعتراف الرسمي بها من قبل السلطات الإسرائيلية، الأمر الذي ينعكس في غياب شبكات الكهرباء والمياه والخدمات العامة.
السكان
يقطن القرية مئات السكان من أبناء عائلة الصرايعة، وهي عائلة بدوية لها امتداد في قرى غير معترف بها في النقب، إضافة إلى بلدات بدوية معترف بها مثل كسيفة وحورة و[[عرعرة النقب]. يعتمد السكان بشكل رئيسي على تربية المواشي وبعض الأعمال الحرفية،والمهن الحرة فيما يعاني معظمهم من أوضاع اجتماعية واقتصادية صعبة نتيجة سياسات التخطيط الإسرائيلية في النقب. ويعيشون في بيوت متواضعة، تشمل بيوتًا تقليدية وخيامًا وبيوت صفيح (براكيات)، بسبب غياب التخطيط والبنية التحتية الرسمية.
الوضع القانوني
تصنف باط الصرايعة ضمن القرى "غير المعترف بها" في إسرائيل، ما يعني أنها لا تظهر على الخرائط الرسمية ولا تحظى بخدمات أساسية مثل الكهرباء، المياه، والطرق المعبدة. إضافة إلى ذلك، تتعرض القرية إلى عمليات هدم متكررة للمنازل،  من قبل السلطات الإسرائيلية، بحجة البناء غير المرخّص.
التعليم
لا توجد أي مدارس في قرية باط الصرايعة، إذ . هذا الوضع يجبر مئات الطلاب على الالتحاق بمدارس في قرى وبلدات مجاورة، رغم الصعوبات التي تشمل بُعد المسافة، نقص المواصلات، ومخاطر الطرق.
الأهمية الاجتماعية
تمثل القرية جزءًا من النسيج القبلي لعرب النقب، وتحافظ على الطابع التقليدي للحياة البدوية. كما تعد رمزًا للنضال الذي يخوضه سكان القرى البدوية غير المعترف بها من أجل البقاء على أراضيهم والحصول على الاعتراف والخدمات الأساسية.